# The Birthday Massacre
The Birthday Massacre è una band synth rock di Toronto, Canada. Il gruppo è stato formato nel 1999 con il nome di Imagica.

## Storia del gruppo
La band è nata nell'anno 1999 e la formazione originale comprendeva: Chibi (voce), Rainbow (chitarra), M. Falcore (chitarra), Aslan (basso). Per le loro prime performance live al Diversity Night Club di London, Ontario, Dank suonava la tastiera e O.E. le percussioni. In quell'anno distribuirono una demo in edizione limitata.
Nel 2001 Dank lasciò il gruppo e gli altri si spostarono a Toronto dove cominciarono le registrazioni. In questo periodo, a causa di conflitti legali la band cambiò il suo nome da Imagica a The Birthday Massacre. Nel luglio 2002 il gruppo distribuì indipendentemente un CD in edizione limitata intitolato Nothing and Nowhere.
Nel 2003 si unirono al gruppo il tastierista Adm e il batterista Rhim. Il 20 luglio 2004 il gruppo pubblicò il nuovo EP Violet e, alla fine dell'anno, una nuova versione di Nothing and Nowhere. Adm lasciò presto la band per avventurarsi in progetti indipendenti. Nell'autunno 2004 la band firmò un contratto con la tedesca Repo Records, e pubblicò una versione riprodotta ed espansa di Violet in Europa.
Il 2005 è stato un anno importante per il gruppo che ha incontrato grandi successi. Sono stati filmati i videoclip di Blue e Nevermind (con O-en alla tastiera) e la band ha firmato un contratto con Metropolis Records negli Stati Uniti per coprire Canada, Stati Uniti, Regno Unito e gran parte del Sud America.
Il 1º agosto hanno pubblicato una collezione su DVD con video, foto e gallerie artistiche intitolato Blue, e a distanza di una settimana anche una versione album di Violet.
Sempre in agosto la band ha cominciato un tour che li ha portati negli Stati Uniti, in Svizzera, Germania, Paesi Bassi, Ungheria, Repubblica Ceca e Belgio.

## Formazione
- Chibi - voce
- Rainbow - chitarra
- M. Falcore - chitarra
- Nate Manor - basso
- Owen - tastiera
- Rhim - batteria

## Discografia

### Album in studio
- 2002 - Nothing and Nowhere
- 2005 - Violet
- 2007 - Walking with Strangers
- 2010 - Pins and Needles
- 2012 - Hide and Seek
- 2014 - Superstition
- 2017 - Under Your Spell
- 2020 - Diamonds
- 2022 - Fascination
- 2025 - Sleep Tonight

### Album dal vivo
- 2009 - Show and Tell

### Demo
- 2000 - Imagica

### EP
- 2008 - Looking Glass
- 2011 - Imaginary Monsters